# Mettupalayam (Coimbatore)
Mettupalayam è una suddivisione dell'India, classificata come municipality, di 66.313 abitanti, situata nel distretto di Coimbatore, nello stato federato del Tamil Nadu. In base al numero di abitanti la città rientra nella classe II (da 50.000 a 99.999 persone).

## Geografia fisica
La città è situata a 11° 18' 24 N e 76° 56' 06 E.

## Società

### Evoluzione demografica
Al censimento del 2001 la popolazione di Mettupalayam assommava a 66.313 persone, delle quali 33.357 maschi e 32.956 femmine. I bambini di età inferiore o uguale ai sei anni assommavano a 6.840, dei quali 3.435 maschi e 3.405 femmine. Infine, coloro che erano in grado di saper almeno leggere e scrivere erano 48.712, dei quali 26.379 maschi e 22.333 femmine.